# Čeněk Holub
Čeněk Holub (6. ledna 1856 Holice – 6. srpna 1922 tamtéž) byl český kapelník, sbormistr, ředitel kůru a hudební skladatel.

## Život
Narodil se v Holicích. Od dětství se učil hrát na housle u místního kapelníka Františka Horyna a brzy také účinkoval v jeho kapele. Ve studiu hudby pokračoval v Praze u vojenského kapitána Jana Pavlise. Ve svých 18 letech byl jmenován kapelníkem městské hudby v Holicích. Jeho kapela se stala známou po celých východních Čechách. Hrál s úspěchem i na Národopisné výstavě v Praze v roce 1895. Se svou kapelou získal i řadu ocenění.
Kromě toho působil jako ředitel kůru místního kostela a sbormistr zpěváckého spolku Neptalim. V kostele pořádal koncerty a mimo jiné uvedl i Stabat Mater Antonína Dvořáka. Pro svůj orchestr upravoval skladby Bedřicha Smetany, Antonína Dvořáka, Viléma Blodka a Karla Bendla. Pro dechový orchestr aranžoval také Zpěvy lidu českého Jana Maláta. Pod jeho řízením se v Holicích hrály i opery (Prodaná nevěsta Bedřicha Smetany a V studni Viléma Blodka).
Byl autorem mnoha tanečních skladeb. Podílel se na založení Jednoty ředitelů kůrů, varhaníků a kapelníků, která se v roce 1896 sloučila se Spolkem majitelů soukromých hudebních škol v Jednotu hudebních stavů.

## Rodina
Oženil se s Annou Kubiasovou z Vamberka a měli 10 dětí. Většina z nich byli rovněž hudebníci:
- Bohumil Holub (1880–1951) vystudoval hru na varhany, v letech 1902–1911 byl sbormistrem a učitelem klavírní hry v Sremské Mitrovici a ve Velké Kikindě. Po návratu z Jugoslávie působil v Brně až do své smrti 31. března 1951.
- Jan Holub (1889–1977), klavírista, kapelník a učitel hudby.
- Růžena Holubová-Mazurová (1890–?), učitelka hry na klavír v Hradci Králové
- Aloisie Holubová (1881–1962), harfenistka orchestru Národního divadla v Záhřebu a jako profesorka jugoslávské Státní hudební školy.
- Anna Holubová (1883–1972), klavíristka a klavírní pedagožka. V letech 1907–1910 byla učitelka klavírní hry v Záhřebu a poté v Brně.
- Josef Holub (1902–1973), houslista a hudební skladatel, nejmladší a patrně nejznámější člen této hudební rodiny.